# Sirólimus
La rapamicina o sirólimus es una lactona macrocíclica aislada del Streptomyces hygroscopicus, una bacteria que se encuentra en el suelo de Rapa Nui (isla de Pascua) que inhibe el crecimiento de hongos tales como Candida albicans, Microsporum gypseum y Trichophyton granulosum.
Es un medicamento inmunosupresor usado para evitar el rechazo de órganos trasplantados; se usa especialmente en el trasplante de riñón. 
Tiempo después, el medicamento mostró eficacia para combatir algunos cánceres, al frenar la proliferación celular y el crecimiento de los tumores. Por esta propiedad igualmente se utiliza para recubrir stents medicados de uso intracoronario y evitar su reestenosis.
En julio de 2009, un artículo en la revista Nature demostraba que este medicamento prolongó hasta en un 38 % la vida de unos ratones, hallazgo que abre expectativas sobre su utilización en tratamientos para retrasar el envejecimiento humano.
Se comercializa bajo el nombre comercial de Rapamune por Wyeth.

## Historia
La rapamicina que se clasifica hoy como un macrólido, fue descubierto en 1965 por un grupo de investigadores canadienses como un producto de la bacteria Streptomyces hygroscopicus en una muestra de suelo de la isla de Pascua, también conocida como “Rapa Nui”, Chile.

## Descripción
El sirólimus o rapamicina es un macrólido policétido, aislado del Streptomyces hygroscopicus que ha demostrado exhibir propiedades antifúngicas, antitumorales, e inmunosupresoras. La biosíntesis del núcleo del sirólimus es consumada por la enzima policétido sintasa tipo I (PKS) en conjunción con una péptido sintetasa no ribosomal. El dominio responsable para la biosíntesis del policétido del sirólimus están organizadas en tres multienzimas, RapA, RapB and RapC las cuales contiene un total de 14 módulos (Ver figura 1). Las tres multienzimas están organizadas de forma tal que el primero de los cuatro módulos de cadenas de elongación de Policétido están en RapA, los siguientes seis módulos para continuar el alargamiento están en RapB, y los últimos cuatro módulos para completar la biosíntesis del policétido linear están en RapC. Entonces el policétido linear es modificado por la NRPS, RapP, la cual añade el L-pipecolate al punto final del policétido y entonces haciendo cíclica la molécula generando la molécula aislada, prerapamicin.

## Farmacocinética
El Siromilus se absorbe rápidamente por vía oral. En sujetos sanos con una dosis única la concentración máxima (tmáx) en sangre se alcanza, aproximadamente, en una hora y en pacientes con trasplante renal en tratamiento continuado en 2 horas. 
El Siromilus (o la rapamicina, según se quiera mencionar) presenta una biodisponibilidad relativamente baja/media de alrededor de entre el 14% y  20 %, aproximadamente, debido a que es metabolizado por la isoenzima 3A4 del citocromo P-450 (P4503A) intestinal y hepática y eliminado, contra gradiente, por la glicoproteína P intestinal (P-gp)8, 9. Existe cierta variabilidad entre sujetos e intrasujetos en la farmacocinéticade SRL y por ello, se recomienda que se administre uniformemente con o sin alimentos y cuando se utilice en solución debe administrarse con agua o zumo de naranja.
SRL es un sustrato de las isoenzimas CYP3A4 en hígado e intestino delgado. Se
metaboliza mediante O-desmetilación y/o hidroxilación, habiéndose identificado en sangre siete metabolitos principales, y algunos de ellos se pueden detectar también en muestras de plasma, heces y orina. El Sirolimus es el principal componente en sangre y
contribuye en más de un 90% a la actividad inmunosupresora del producto, mas sin embargo, tanto en el intestino como en ell hígado, el sirolimus se metaboliza en diversos productos desmetilados e hidroxilados, también se forma un producto de degradación, el 34-hidroxisirolimus, y un metabolito conocido como piperidina-hidroxisirolimus. 
Los patrones específicos de metabolitos del sirolimus no están bien definidos, aunque se han identificado varios metabolitos importantes, incluyendo 39-O-desmetilsirolimus, y 12-hidroxisirolimus, y 34-hidroxisirolimus. Se sabe que el 39-O-desmetilsirolimus retiene aproximadamente el 10% de la actividad inmunosupresora del sirolimus, y asimismo, se sabe que el 12-hidroxisirolimus retiene únicamente el 7%. El 34-hidroxisirolimus se metaboliza aún más en seco-sirolimus, y luego en un metabolito hidrogenado.
También hay que decir que la CYP3A4 es la enzima principal implicada en el metabolismo del sirolimus, aunque CYP3A5 y CYP2C8 también desempeñan un papel no menor. CYP2C8 tiene una fuerte preferencia por el metabolismo del anillo de piperidina en la estructura del sirolimus, que crea el metabolito piperidina-hidroxisirolimus. 
Farmacocinética en poblaciones especiales: 
a) Insuficiencia hepática. El aclaramiento plasmático de SRL en función del peso es menor (aproximadamente un 33%) en sujetos con insuficiencia hepática, por ello se recomienda reducir la dosis de mantenimiento una tercera parte en estos pacientes.
b) Insuficiencia renal. Los pacientes con insuficiencia renal no modifican los niveles en sangre por lo queno es necesario ajustar la dosis
Filler et al. señalan que la hidroxilación de piperidina rara vez se observa en adultos, pero en pacientes pediátricos, se formó a una tasa considerable. No se conocen la enzima o enzimas implicadas en el metabolismo del 34-hidroxisirolimus en seco-sirolimus y su metabolito hidrogenado. Se cree que el sirolimus y sus metabolitos son sustratos para el transporte de ABCB1.

## Farmacodinámica

### Mecanismo de acción
A diferencia de su similar, el tacrolimus, el sirólimus no es un inhibidor de calcineurina. Sin embargo, tiene un efecto inmunosupresor similar sobre el sistema inmune. El sirólimus inhibe la respuesta a la interleucina-2 (IL-2) y de esa forma bloquea la activación de los linfocitos T y B. El tacrolimus además inhibe la producción de IL-2.
El mecanismo de acción del sirólimus es mediante la unión a las proteínas citosólicas FKBP12 (del inglés FK-binding protein 12) de forma similar al tacrolimus. Sin embargo, a diferencia del complejo tacrolimus/FKBP12 que inhibe la calcineurina (PP2B), el complejo sirólimus/FKBP12 inhibe la vía de la mTOR (del inglés mammalian target of rapamycin) por la unión al complejo mTOR (mTORC1). El complejo mTOR es también llamado FRAP (del inglés  FKBP-rapamycin associated protein) o RAFT (del inglés rapamycin and FKBP target). La denominación FRAP y RAFT son actualmente más adecuados dado que reflejan el hecho que el sirólimus debe unirse primero al FKBP12 y solo el complejo FKBP12/rapamycin puede unirse al FRAP/RAFT/mTOR.
mTOR es una serina/treonina proteína cinasa que regula el crecimiento, la proliferación, la motilidad y la supervivencia celulares, además de la síntesis de proteínas y la transcripción.

## Uso clínico

### Uso en trasplantes
La principal ventaja que el sirólimus tiene sobre los inhibidores de calcineurina, es la de tener baja toxicidad renal. Los pacientes trasplantados en tratamiento con inhibidores de calcineurina a largo plazo tienden a perder función renal e incluso llegar a la falla renal terminal; esto puede evitarse con el uso del sirólimus. Es particularmente ventajoso en pacientes trasplantados a causa del síndrome urémico hemolítico, ya que esta enfermedad es probable que recurra en el riñón trasplantado si es usado un inhibidor de calcineurina. Sin embargo, el 7 de octubre de 2008, la FDA aprobó una marca de revisión de la seguridad del sirólimus para advertir del riesgo de disminución de la función renal con su uso.    
El sirólimus puede ser utilizado solo o en combinación con inhibidores de la calcineurina y/o micofenolato, proveyendo así regímenes de inmunosupresión libres de esteroides. Sin embargo, disminución en la curación de heridas y trombocitopenia es un posible efecto colateral del sirólimus, por ello muchos centros de trasplante prefieren no utilizarlo inmediatamente después de la operación de trasplante, en lugar de ello es administrado solo después de un periodo de semanas o meses. Su desempeño óptimo como inmunosupresor todavía no ha sido determinado, y es sujeto de una cantidad de ensayos clínicos en desarrollo.

### Efectos adversos

#### Toxicidad sobre pulmón
La toxicidad pulmonar es una importante complicación derivada del uso de sirólimus, sobre todo en los pacientes sometidos a trasplante de pulmón.
El mecanismo de acción de este efecto adverso no está totalmente aclarado. 
La neumonitis intersticial ocasionada en ocasiones por el medicamento no es dependiente de la dosis.

## Investigación

### Incremento de la esperanza de vida en ratones
En un estudio de 2009, la esperanza de vida de ratones recibiendo sirólimus se incrementó entre 28-38 % desde el inicio del tratamiento, o 9-14 % en total de incremento en la esperanza de vida máxima. Es de notar que el tratamiento se inició en ratones de 20 meses, el equivalente a 60 años humanos. Esto sugiere la posibilidad de un tratamiento anti envejecimiento efectivo para humanos en edad ya avanzada, sin requerir un tratamiento a largo plazo desde la juventud. Sin embargo, debido a la fuerte supresión del sistema inmune, el medicamento no puede ser fácilmente usado en humanos. Mientras que los ratones estaban confinados en un medio libre de patógenos, los humanos tomando sirólimus son muy susceptibles a las infecciones en forma permanente, requiriendo supervisión médica permanente.

### Efectos anti proliferativos
Los efectos antiproliferativos del sirólimus han sido usados en el contexto de los stents coronarios para prevenir la estenosis de las arterias coronarias posterior a la angioplastia con balón. El sirólimus es prescrito en una capa polimérica que permite la liberación prolongada durante el periodo de cicatrización posterior a la intervención coronaria. 
Algunos estudios clínicos extensos han demostrado tasas bajas de reestenosis en pacientes tratados con stens liberadores de sirólimus, comparado con aquellos de metal desnudo, resultando en menos reintervenciones. Un estent coronario liberador de sirólimus es comercializado por Cordis, una división de Johnson & Johnson, bajo el nombre comercial de 'Cypher'.  Ha sido propuesto, sin embargo, que tales stens pueden incrementar el riesgo de trombosis vascular.
En forma adicional, el sirólimus actualmente está siendo sugerido como una opción terapéutica para la enfermedad poliquística renal autosómica dominante. Casos reportados indican que el sirólimus puede reducir el volumen renal y demorar la pérdida de función renal en pacientes con esta patología, de igual forma algunos estudios están evaluando su eficacia como opción en el tratamiento de la fibrosis pulmonar.

### Esclerosis tuberosa
El sirólimus también es promisorio en el tratamiento de la esclerosis tuberosa, un desorden congénito en el cual existe una propensión al crecimiento de tumores benignos en el cerebro, corazón, riñones, piel y otros órganos. Después de algunos estudios se relacionó en forma conclusiva los inhibidores de mTOR a la remisión de tumores en la esclerosis tuberosa, específicamente astrocitomas subependimarios de células gigantes en niños y angiolipomas en adultos, muchos médicos en los EE. UU. empezaron a prescribir el sirólimus a pacientes con esclerosis tuberosa sin estar aprobado por la FDA. Numerosos estudios clínicos utilizando sirólimus y análogos, involucrando adultos y niños con esclerosis tuberosa, se encuentran en curso en los Estados Unidos.
La mayoría de los estudios han mostrado claramente que los tumores a menudo recidivan cuando el tratamiento es suspendido. Se teoriza que el medicamento aminoras los síntomas de la esclerosis tuberosa, como los angiofibromas faciales TDAH, y autismo, son un tema de investigación actual en modelos animales.

### Cáncer
Los efectos antiproliferativos del sirólimus pueden tener un rol en el tratamiento del cáncer.  Recientemente se demostró que el sirólimus inhibía la progresión del Sarcoma de Kaposi en pacientes con trasplante renal.  Otros inhibidores de la mTOR tales como el temsirólimus (CCI-779) o everolimus (RAD001) están siendo probados para su uso en cánceres como el glioblastoma multiforme y linfoma de células del manto.
La combinación de doxorrubicina y sirólimus ha demostrado llevar los linfomas AKT positivos a la remisión en ratones. Las señales mediadas por las Akt promueven la supervivencia celular en linfomas Akt positivos y actúa previniendo los efectos citotóxicos de los fármacos quimioterapéuticos como la doxorrubicina o ciclofosfamida. El sirólimus bloquea las señales de las Akt y las células pierden la resistencia a la quimioterapia. Los linfomas positivos para Bcl-2 fueron completamente resistentes a la terapia; no como los linfomas que expresan eIF4E y son sensibles al sirólimus.
El panobinostat ha demostrado actuar sinérgicamente con el sirólimus para matar células pancreáticas en el laboratorio, en un estudio de la clínica Mayo. En el mencionado estudio, los investigadores encontraron que esta combinación destruía hasta el 65 % de las células pancreáticas tumorales cultivadas. El hallazgo es significativo porque las tres líneas celulares estudiadas eran todas resistentes a los efectos de la quimioterapia, como la mayoría de los tumores pancreáticos.
Como con todos los medicamentos inmunosupresores, el sirólimus disminuye la actividad anti oncogénica del organismo y permite la proliferación de algunos cánceres, los cuales serían normalmente destruidos. Los pacientes inmunosuprimidos, tiene un riesgo de cáncer de 10 a 100 veces más alto que la población general. Además, los pacientes quienes actualmente tienen o han sido tratados para el cáncer, tienen una alta tasa más alta de probabilidad de progresión del tumor y recurrencia que los pacientes con un sistema inmune intacto.